# Beauville (Lot-et-Garonne)
Beauville is een gemeente in het Franse departement Lot-et-Garonne (regio Nouvelle-Aquitaine) en telt 553 inwoners (1999). De plaats maakt deel uit van het arrondissement Agen.

## Geografie
De oppervlakte van Beauville bedraagt 22,8 km², de bevolkingsdichtheid is 24,3 inwoners per km².
De onderstaande kaart toont de ligging van Beauville (Lot-et-Garonne) met de belangrijkste infrastructuur en aangrenzende gemeenten.

## Demografie
Onderstaande figuur toont het verloop van het inwonertal (bron: INSEE-tellingen).